# Всероссийская олимпиада школьников по экономике
Всеросси́йская олимпиа́да шко́льников по эконо́мике — экономический конкурс, проводимый ежегодно с 1996 года Министерством образования и науки РФ. Олимпиада проводится в 4 этапа: школьный, муниципальный, региональный, заключительный. Олимпиада проверяет понимание школьниками экономических взаимосвязей и явлений и умение решать упрощенные экономические модели. Начиная с основания олимпиады, большинство ее заключительных этапов проводится при участии Высшей школы экономики; 27 из 29 финалов конкурса проводились в Москве. 

## Формат
Формат школьного и муниципального этапа олимпиады определяются региональными организаторами с учетом методических рекомендаций от Центральной предметно-методической комиссии. Региональный этап проводится в один тур и состоит из 15 тестовых заданий в 3 разделах (выбор одного верного ответа, выбор нескольких верных ответов, открытый ответ), которые суммарно оцениваются в 40 баллов, и 3 количественных задач, каждая из которых стоит по 20 баллов; большинство задач содержат несколько подпунктов. Продолжительность выполнения заданий регионального этапа - 180 минут. 
Заключительный этап проводится в два тура, в ходе каждого из которых участникам предлагается решить по 4 задачи стоимостью 12 баллов; максимальный суммарный балл таким образом составляет 96 баллов. Задачи на заключительном этапе могут предполагать расчеты и вычисления (количественные задачи) или требовать объяснения экономических взаимосвязей без каких-либо расчетов (качественные задачи). Задачи, предлагаемые на заключительном этапе, часто опираются на актуальные экономические явления из реальной жизни, а также имеют содержательную экономическую интерпретацию. 

## Задачи и цели олимпиады
- развитие экономического образа мышления, потребности в получении экономических знаний и интереса к изучению экономических дисциплин, способности к личному самоопределению и самореализации;
- создание оптимальных условий для выявления одаренных и талантливых школьников, их дальнейшего интеллектуального развития и профессиональной ориентации; стимулирование творческой активности учащихся и преподавателей;
- пропаганда научных экономических знаний; активизация работы элективных курсов, кружков, научных обществ учащихся в области экономики;
- мониторинг и отработка технологий оценки качества экономического образования школьников.

## Список мест проведения заключительных  этапов
- 20 по 24 апреля 2005 г. в г.Менделеево (Московская область)  на базе ГУ-ВШЭ.
- 20 по 24 апреля 2006 г. в г.Менделеево (Московская область) на базе Государственного университета — Высшей школы экономики.
- В 2018 году Всероссийская олимпиада по экономике прошла 14-19 апреля в Москве.
- В 2021 году олимпиада впервые прошла за пределами Москвы и организовывалась Уральским федеральным университетом в Екатеринбурге.
- В 2022-2023 годах вновь прошла в Москве, в лечебно-реабилитационном центре Минэкономразвития РФ "Вороново" при участии Высшей школы экономики.
- В 2024 году заключительный этап ВсОШ прошел в Казани, на базе образовательно-оздоровительного комплекса "Байтик".